# 普魯普特河
普魯普特河是俄羅斯的河流，屬於北克利特馬河的左支流，由科密共和國負責管轄，河道全長163公里，流域面積3,230平方公里，河水主要來自融雪。